# Chloeia macleayi
Chloeia macleayi är en ringmaskart som beskrevs av William Aitcheson Haswell 1878. Chloeia macleayi ingår i släktet Chloeia och familjen Amphinomidae. Inga underarter finns listade i Catalogue of Life.